# Francisco Garrido de la Vega
Francisco Garrido de la Vega (San Martín de Berducido, Galícia, 1713 - Còrdova, 1776) fou bisbe de Mallorca (1763-72).
Doctor en dret canònic per les universitats d'Àvila i Valladolid, vicari general de la ciutat d'Orà, fou fiscal general i conseller i examinador sinodal de l'arquebisbat de Toledo. Després exercí el càrrec de rector de la parròquia de Sant Andreu de Madrid. Va ser consagrat bisbe de Mallorca el 1763.
Intermedià amb poc èxit en les polèmiques entre lul·listes i antilul·listes. Va impulsar la construcció del seminari conciliar de Sant Pere a Palma, fet que recorden dues inscripcions a l'edifici. Va beneir el 1768, l'església de Sant Antoni Abat de Palma. Durant el seu pontificat va tenir lloc l'expulsió dels jesuïtes de Mallorca (1767). El 1772 fou traslladat a la diòcesi de Còrdova i poc abans de morir va ser promogut a arquebisbe de Sevilla.